# ريو أديبيسي
ريو أديسولا فريدريك أديبيسي (بالإنجليزية: Rio Adesola Frederick Adebisi)‏، من مواليد 27 سبتمبر 2000، هو لاعب كرة قدم إنجليزي، ويلعب بمركز جناح، ولعب مع 3 أندية، ومنها نادي بيتربورو يونايتد، لم ينضم للمنتخب الإنجليزي حالياً.